# Johannes Spilberg
Johann(es) Spilberg (* 30. April 1619 in Düsseldorf; † 10. August 1690 ebenda) war ein deutsch-niederländischer Hofmaler des Pfalzgrafen Wolfgang Wilhelm, des Kurfürsten Philipp Wilhelm sowie des Kurprinzen Johann Wilhelm von der Pfalz. Sein Werk wird der niederländischen Barockmalerei zugeordnet.

## Leben
Spilberg wurde in eine Hofmalerfamilie geboren. Sein Onkel, Gabriel Spilberg, war ein spanischer Hofmaler. Der Vater, Johannes Spilberg der Ältere, war unter dem jülich-kleve-bergischen Herzog Johann Wilhelm ebenfalls Hofmaler geworden. Als Diakon der reformierten Gemeinde (1624) und als Ratsherr gehörte dieser zum angesehenen Bürgertum der jülich-bergischen Residenzstadt Düsseldorf. Nachdem Johannes Spilberg neben einer ersten Malerausbildung, die er bei seinem Vater erhielt, die Schule beendet hatte, wo er in Latein, in anderen Sprachen und in verschiedenen wissenschaftlichen Fächern unterrichtet worden war, schickte ihn Herzog Wolfgang Wilhelm 1640 mit einem eigenhändig unterzeichneten Empfehlungsschreiben in die Lehre zu Peter Paul Rubens nach Antwerpen. Da Rubens im gleichen Jahr verstarb, ging Spilberg nach Amsterdam zum Maler Govaert Flinck in eine siebenjährige Ausbildung. Durch Historienbilder und Porträts erwarb er sich bald einen guten Ruf, der ihm 1650 den Auftrag des Amsterdamer Magistrats eintrug, eine Schützengesellschaft mit Harmen Gijsbertsz van de Poll als Hauptmann zu malen. Am 3. Juli 1649 heiratete er die Amsterdamerin Marrite Gerrits, die ihm zwei Söhne und drei Töchter gebar, 1650 die Tochter Adriana, die spätere Malerin und Gattin der Düsseldorfer Maler Wilhelm Breck(er)velt (1658–1687) und Eglon van der Neer (1636–1703). Zu Beginn der 1650er Jahre rief ihn Herzog Wolfgang Wilhelm als Hofmaler zu sich an den Düsseldorfer Hof, doch kehrte Spilberg bereits 1653 nach Amsterdam zurück. 1661 wurde er erneut nach Düsseldorf berufen, wo er bis zu seinem Tod im Jahr 1690 die Stellung eines Hofmalers bekleidete. Ab 1687 besaß Spilberg dort ein eigenes Haus in der Ritterstraße. Zu der in den Jahren 1683 bis 1687 nach Plänen von Michael Cagnon errichteten Neanderkirche lieferte er Entwürfe für die Innenausstattung, die große Kirchentür und den Engel mit Posaune für den Turm.

## Werk

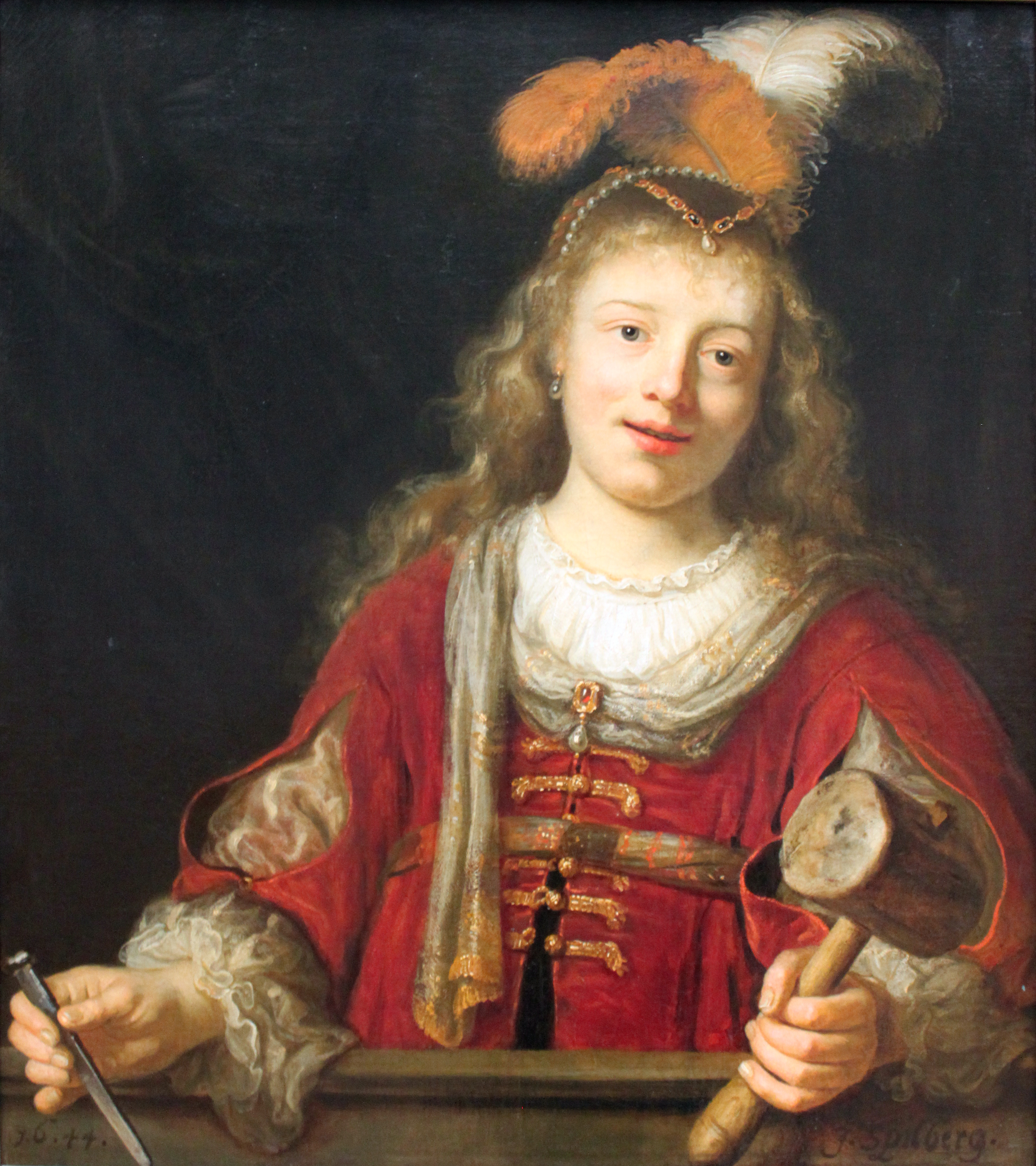
Jaël, 1644, Gemäldegalerie Berlin

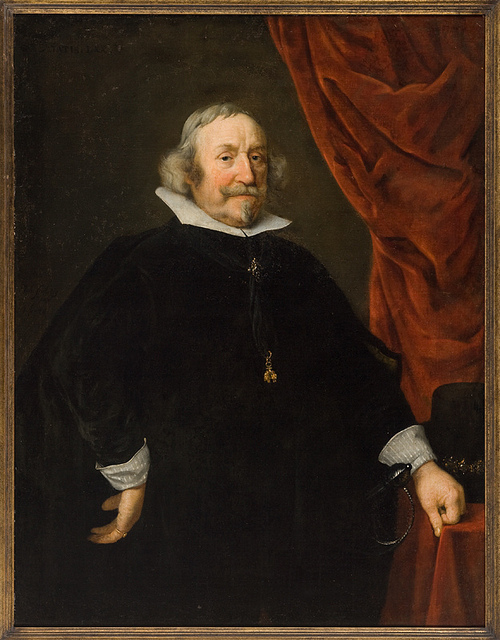
Wolfgang Wilhelm von Pfalz-Neuburg, 1648

Als ein frühes Hauptwerk Spilbergs gilt das Gruppenbild einer Amsterdamer Schützengilde von 1650. Als pfalz-neuburgischer Hofmaler porträtierte Spilberg eine Vielzahl fürstlicher Personen. Innerhalb seiner Porträtmalerei nimmt das Bild Frau in Fantasietracht als sogenanntes Tronje, als eine literarische oder allegorische Figur in Fantasiekleidung und freier malerischer Ausführung, eine Sonderstellung ein. Da in ihm dieselbe Person wie im Bildnis Jaël Modell stand, dürfte seine Entstehungszeit um 1644 liegen. Es steht in der Bildtradition Rembrandts und seiner Schüler. Charakteristisch für Spilberg ist der Wechsel der Malweise innerhalb eines Bildes; so zeigen seine Porträts feiner ausgearbeitete Flächen, etwa für Gesichter und Brust, in einem Umfeld skizzenhaft gemalter Partien, beispielsweise für Gewänder und Hintergründe. Als Allegorie des Westfälischen Friedens schuf Spilberg 1648 das Waffenstillleben Waffenruhe.
Als Bildnisse Spilbergs sind u. a. erhalten:
- Porträt des Herzogs Wolfgang Wilhelm von Pfalz-Neuburg, 1648[11]
- Porträt der Katharina Charlotte von Pfalz-Zweibrücken, 1648
- Porträt der Elisabeth Amalie von Hessen-Darmstadt mit ihrer Tochter, der späteren Kaiserin Eleonore, 1654/1655
- Porträt der Sophie Eleonore von Sachsen mit ihren Enkelsöhnen, 1667
- Porträt des Johann Wilhelm von der Pfalz, um 1680[12]